# ジャンジャジャ〜ン ボスボロットだい
『ジャンジャジャ〜ン ボスボロットだい』は、講談社の雑誌「テレビマガジン」において1975年 - 1976年にかけて連載された真樹村正とダイナミック・プロによるギャグ漫画。『マジンガーZ』『グレートマジンガー』などに登場したボスボロットを主人公とするスピンオフ作品である。
連載当時に講談社より単行本が刊行され、2001年に笠倉出版社より復刊版が発売された（ISBN 4773006293）。現在は共に絶版。

## 概要
ドジでエッチなロボット「ボスボロット」とその周辺のキャラクターが町内で様々な事件を繰り広げる。この作品におけるボスボロットは人間と同じサイズで自意識を持っており、誰かが操縦しているわけではない。グレートマジンガーをライバル視している。
ダイナミックプロならではのかなり際どいエッチ描写などもあいまって「テレビマガジン」誌上で絶大な人気を誇る作品だったが、ボロットが殿様型ロボットになる『おなり〜っ ボロッ殿だい』へと突然のリニューアルが行われる。『豪!GO!!テレビコミック傑作選』（1999年、双葉社）掲載の作者インタビューによると、当時本作の実写テレビ化の話が持ち込まれたが「版権上の"ご存知の理由"」（原文まま）により立ち消えになってしまい、完全オリジナルキャラクターにしたのがボロッ殿だったとのこと。

## 登場人物
ボスボロット
ドジでエッチで大飯食らいなロボットで、一応正義の味方。マヌケなようだが、後述する様々なロボットをボスボロットが設計して作り上げていることから、それなりの頭脳ももっているものと思われる。ボスボロット自身は実はアシモフくん（後述）という天才少年によって作られたということが、後に判明する。動力源は体内に収容された生ゴミ。推進ユニット「オケツ＝ブーシター」（洋式便器のカタパルトに乗った、尻型本体の左右に翼をつけた機械）とのドッキングにより飛行も可能。
江久保葉子（えくぼ ようこ）
ボスボロットがあこがれる女の子。ボスボロットの事は「さん」づけで呼んでおり、葉子がボスボロットにヤキモチを焼く描写もあることから、ボスボロットの片思いというわけでもないらしい。初登場時は小学4年生で作中で5年生に進級。しょっちゅうエッチな事件に巻き込まれ散々な目に遭っており、彼女のヌードシーンが本作の見所といっても過言ではない。小学生とは思えない出るところは出たプロポーションの持ち主。意外にも酒癖が悪く、酔った勢いでサンタクロボ親分をコテンパンにした事もあった。（酔ってサンタクロボをやっつけるエピソードはボロッ殿にリニューアルしてから）
ブスボロA（-エース）
グレートマジンガーにビューナスAがいるように、美少女のパートナーロボットとしてボスボロットが作り上げた。起動されるまでは全裸美少女の姿をしていたが、なぜか起動時の衝撃で美少女の外装が真っ二つに割れて中から左右つながった太い眉毛にタラコ唇の不細工な姿の本体が登場。ボスボロットが作り直そうとすると逆上してボスボロットをぶっとばしてしまった。以後、ボスボロットはブスボロAの尻に敷かれることに。姿は不細工だが聡明で心が優しく、ボスボロット一家の家事も一手に引き受けている。必殺技はヒップアタックのドケツドパンチと胸がばね仕掛けで発射されるブレストボイン。頭と尻から出るプロペラで飛行が可能。浜田雅功（のデフォルメ似顔絵）に酷似した容貌である。
チンボロポンスケ
ボスボロットが乗り込んで操縦する巨大ロボットとして制作されたが、途中で飽きたためその時点でできあがっていた巨大な顔に小さな手足が取りつけられ完成。自意識があるため頭上の操縦席は飾りといってよい。力はあるが、頭はちと足りない。通称「チンポン」。
テストロボット テンガーV100点
江久保葉子の家庭教師用ロボット（ただし、「勉強せい！勉強せい！」と尻を叩くことしかできない）としてボスボロットが作り上げた。泣き虫なだけの小柄なロボット。
サメロボ大元帥（-だいげんすい）
海水浴場で女性の水着を脱がして集め回っていたサメ型ロボット。やられても改造を受けて復活し、モグロボ大統領（モグラ型）、カラロボ総理大臣／大番長（カラス型）として計4度もボロットとの戦いを繰り広げる。
ロボットファーザー
サメロボ大元帥をはじめとするロボットを操り、女の子の服を集めさせていた子供の落書きのような姿のロボット。唯一の趣味である人形遊びが高じて着せ替え用の女の子と服を手下に集めさせていた。必殺技として「光子力まるはだか」（一瞬で女の子を全裸にする）と「しっちゃかめっちゃか ぼろくそごろし」（とっておきすぎて忘れた）を持つ。
アシモフくん
ボスボロットを作った天才少年。本名は合咲アキ夫（あいさき アキお）で葉子ちゃんに好意をよせている。葉子ちゃんを守るためにボスボロットを造ったはずなのだが、そのボロットが葉子ちゃんにセクハラまがいの事をしたり、ボロットに敵対する組織がボロットの恋人との理由で葉子ちゃんにエッチな事をしたりと、むしろ逆効果だったりする。名前の由来はアイザック・アシモフから。
とまと
葉子ちゃんやアシモフくんの級友。アシモフくんの子分的存在。
サンタクロボ親分（-おやぶん）
クリスマスイブの夜に人間を恐怖のどん底に叩き込むロボット。子分のトナカイと共に行動し、ケーキをぶつけると人間は死ぬと思っている。ボロッ殿にリニューアルしてからも再登場した。ボロッ殿たちにシャンパンを贈り酔いつぶれた所を襲ったが、酔った葉子ちゃんにコテンパンにされてしまった。
トナカイ
サンタクロボ親分の空飛ぶソリを引く従者。主よりも名乗りで目立つ事に血道を上げている。
ロボット校長先生
葉子ちゃんが通う小学校の校長。表向きは優しそうだが、遅刻した葉子ちゃんのおしりを叩くために必殺技「光子力まるはだか」で葉子ちゃんをはだかにしてしまう。実はロボットファーザーに「光子力まるはだか」を教えた張本人。